# Día Internacional de Elaboración Cervecera de la Mujer
Día Internacional de Elaboración Cervecera de la Mujer (International Women's Collaboration Brew Day (IWCBD)) es un evento anual que se celebra el 8 de marzo, coincidiendo con el Día Internacional de la Mujer. El evento se llevó a cabo por primera vez en 2014, cuando 60 mujeres cerveceras de todo el mundo elaboraron simultáneamente la misma receta de cerveza artesanal. El evento ayuda a concienciar sobre las mujeres que trabajan en la industria cervecera, especialmente aquellas que trabajan como maestras cerveceras. También es una oportunidad para que las mujeres interesadas en elaborar cerveza se relacionen entre sí.

## Historia

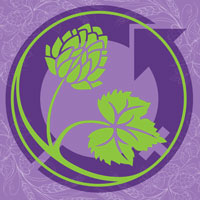
Primero de los icónicos logotipos de IWCBD diseñado por Monarose Ryan

La idea para el IWCBD fue de Sophie de Ronde, integrante del Project Venus que contactó con la Pink Boots Society en 2013 para crear "un día de elaboración cervecera". De Ronde quería llevar a cabo esta celebración "para alentar a las mujeres a preparar cerveza juntas". El día debía coincidir con el Día Internacional de la Mujer y "concienciaría a las mujeres sobre la industria cervecera y recaudaría dinero para organizaciones benéficas locales y para Pink Boots Society". 
La fabricación de cerveza es una industria dominada por los hombres y "todavía se está luchando contra el sexismo y el sesgo de género". Otra participante dijo: "Me gustaría normalizar la idea de que las mujeres pueden trabajar y de hecho trabajan en la industria cervecera junto con otros departamentos".
El primer año, 2014, más de 60 mujeres de cinco países diferentes elaboraron una pale ale llamada Unite. En 2015, había 80 mujeres de once países diferentes involucradas trabajando juntas para elaborar Unite red ale. En Sudáfrica, Apiwe Nxusani-Mawela, ayudó a organizar el primer evento del IWCBD en Johannesburgo. En 2016, el tipo de cerveza elaborada fue una gose.